# Herøya (île)
Pour l’article homonyme, voir Herøya.
Herøya  est une petite île de l'archipel de Sørøyane appartenant à la commune de Herøy, du comté de Møre og Romsdal, dans la mer de Norvège.

## Historique
Herøya est une île située au milieu du Herøyfjord (en) (Fylke Møre og Romsdal). Comme toutes les îles de la municipalité de Herøy, l'île est reliée au continent par un pont et est facilement accessible sans ferry.
Sur le site de l'actuel du Herøy Kystmuseum, il y avait à l'origine une église romane en pierre, qui a été démolie en 1859 et remplacée par une église en bois. Celle-ci fut à son tour démolie en 1916 et remplacée par une nouvelle église à Fosnavåg, Herøy kyrkje. Cependant, les fondations de l'ancienne église sont toujours existantes.
Herøya était déjà un port et un centre commercial bien connu à l'époque viking. L'histoire raconte une rencontre dramatique entre le roi Olav Haraldsson et le Viking Møre-Karl en 1027. 
Une pièce de théâtre annuelle en plein air Kongens Ring (l'anneau du roi) a lieu en juillet.

## Galerie

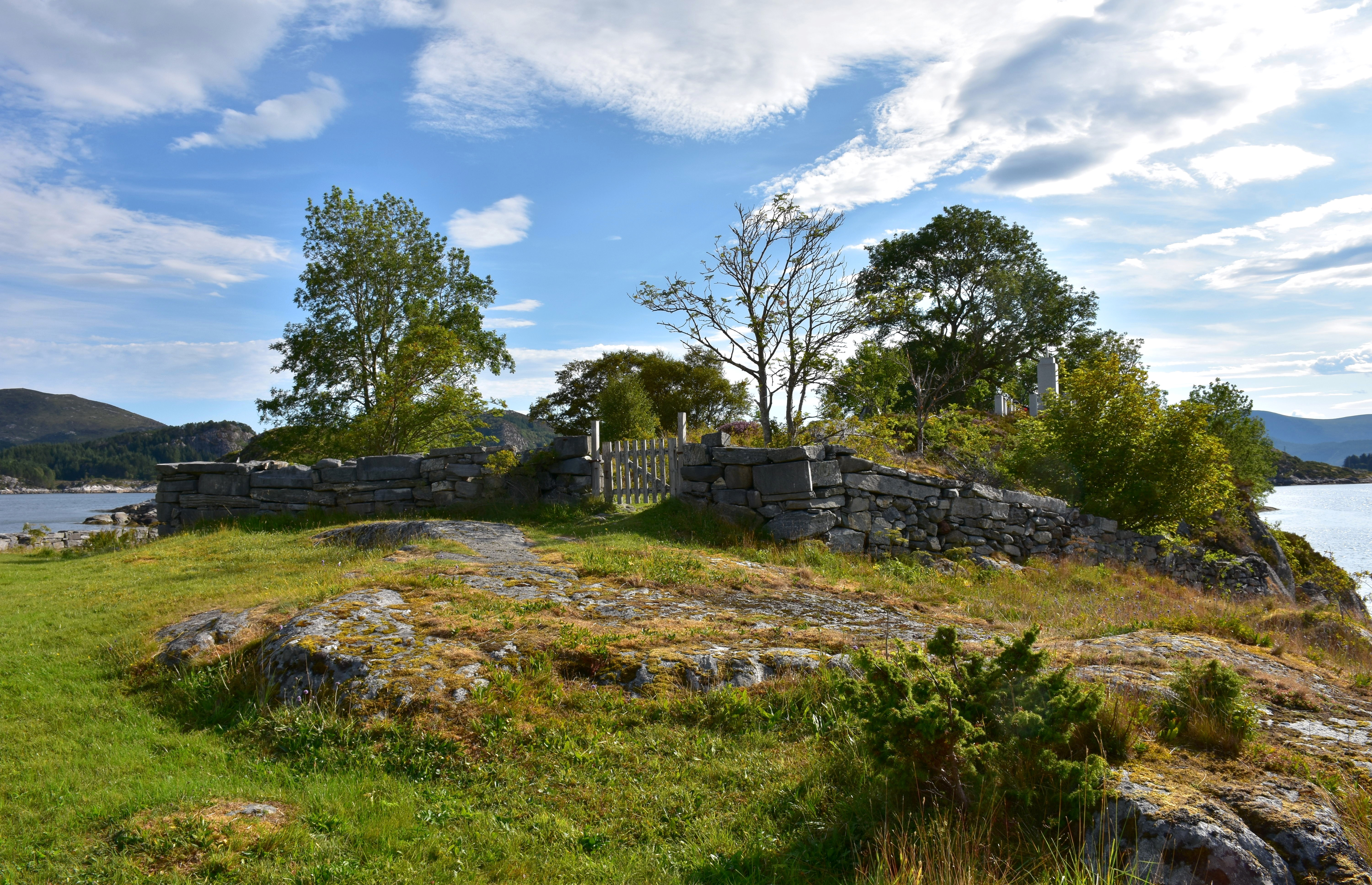
Vestige de l'ancienne église
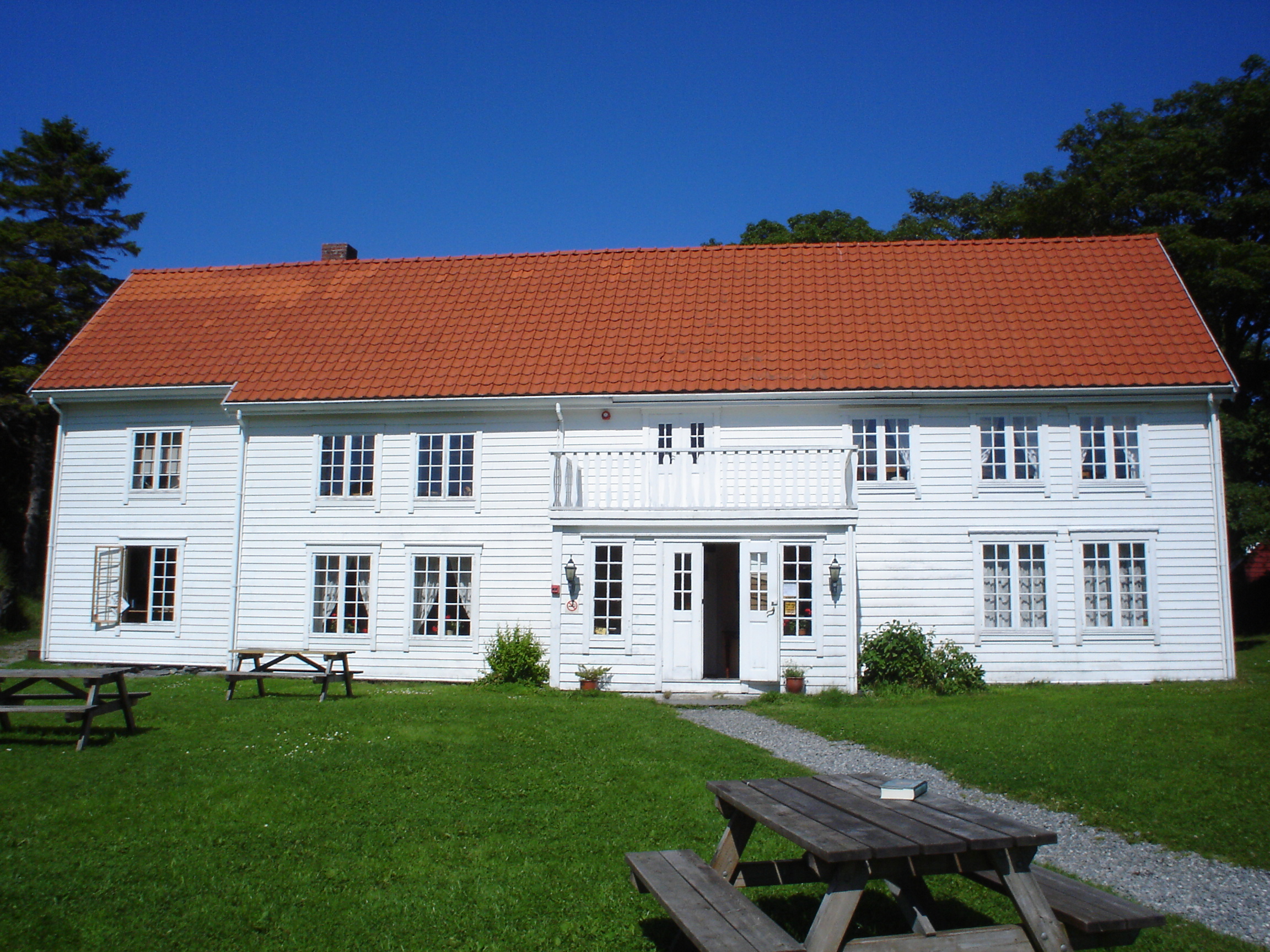
Le musée
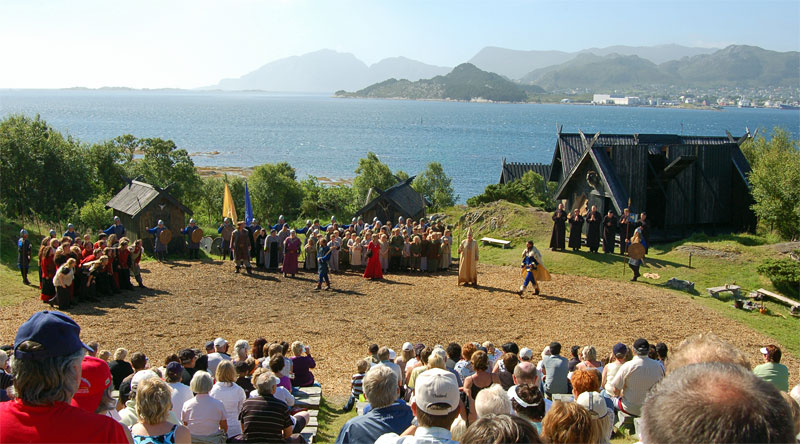
Spectacle de 2008